# Brunnenstock
Brunnenstock – szczyt w Alpach Berneńskich, części Alp Zachodnich. Leży w Szwajcarii w kantonie Uri. Należy do pasma Alp Urneńskich. Można go zdobyć ze schroniska Chelenalphütte (2350 m) lub Bergseehütte (2370 m).